# 小田切千
小田切 千（おだぎり せん、1969年9月13日 - ）は、NHKのチーフアナウンサー。神奈川県立厚木高等学校、駒澤大学卒業後1994年入局。

## 現在の担当番組
- Newsかいドキ（メインキャスター：2024年4月1日 - ） [注釈 1]
- 山梨県のニュース・中継・リポート

## 過去の担当番組
長崎放送局時代
- 長崎のニュース - 中継ほか
- イブニングワイドながさき - 金曜担当キャスター
- ながさき跳町発市

大阪放送局時代（ - 2001年度）
- 堂々日本史 - リポーター

東京アナウンス室時代（1度目）（2002年度 - 2003年度）
- テント2002 公園通りで会いましょう（2002年度） - 司会
- スタジオパークからこんにちは（2003年度） - 司会

水戸放送局時代（2004年度 - 2005年度）
- 列島縦断 鉄道12000キロの旅 〜最長片道切符でゆく42日〜（2004年5月24日）水郡線常陸大子駅から中継。
- いばらきわいわいスタジオ（2004年10月 - 2006年3月）

※赴任自体は2004年春であるが、県域放送開始は同年10月1日。
東京アナウンス室時代（2度目）（2006年度 - 2023年度）
- NHK歌謡コンサート（2006年4月 - 2013年3月） - 司会
- NHK紅白歌合戦
  - 第57回 - ラジオ中継
  - 第58回 - ラジオ中継
  - 第59回 - ラジオ席ディレクター
  - 第66回 - 岩手県下閉伊郡山田町中継 / バーチャル - 司会
- 金曜バラエティー（2007・2008年度）
- 見どころNHK（2007年4月 - 2010年3月）
- 着信御礼!ケータイ大喜利（2008年11月16日=15日深夜）
- CHANGE　MAKER（2009年6月 - 7月） - ナレーション
- 思い出のメロディー - 司会
  - 第41回（2009年8月22日）
  - 第42回（2010年8月21日）
- おーい、ニッポン - リポーター
- アジアンスマイル（不定期） - ナレーション
- 極める!「佐野史郎のなぞの石学」（2010年6月29日 - ??） - ナレーション
- 歌謡チャリティーコンサート（2010年11月23日、2011年11月29日、2012年5月1日・11月27日） - 司会
- 土曜スタジオパーク（2011年1月 - 2013年3月）- 司会
- 震災から1年 "明日へ"コンサート（2012年3月10日） - 須賀川会場司会
- 東日本大震災災害情報 - 水戸局に勤務していた関係で同局へ派遣。
- わが心の大阪メロディー（2014 - 2018年のサブ司会）
- ワイルドジャパン - ナレーション
  - 第1集 本州 -荒ぶる自然と響きあう命-（2015年7月27日）
  - 第2集 北海道 -挑み続ける生きものたち-（2015年8月3日）
  - 第3集 南西諸島 -神秘の島々に命かがやく-（2015年8月10日）
- 大河ドラマ 真田丸紀行（2016年1月 - 12月） - ナレーション
- コズミックフロント☆NEXT 恒星間飛行 人類は隣の星へ行けるか?（2016年7月28日） - サブナレーション
- 英語で読む村上春樹 バースデイ・ガール（2016年12月11日 - 2017年3月） - 原文朗読
- スイーツ列車紀行（BSプレミアム） - 語り
  - 欧州・魅惑のお菓子誕生秘話（2019年2月2日）[2]
  - オリエント急行ライン お菓子秘話 - 東欧の甘美（2020年2月15日）[3]
- SONGS（不定期） - ナレーション
- コズミックフロント☆NEXT - ナレーション
- NHKだめ自慢〜みんなが出るテレビ～（2019年4月27日 - 2022年3月26日） - ナレーション
- NHKのど自慢（2013年4月6日 - 2023年3月26日）- 司会
- ザ・プレミアム 驚き!ニッポンの底力 鉄道王国物語7（2023年2月23日、BS プレミアム） - ナレーション [4]
- #NHK（2023年4月3日 - 2024年3月5日）
- ニュースLIVE! ゆう5時（2023年4月10日 - 2024年3月7日） - キャスター

甲府放送局時代（2024年度 - ）
- ひむバス!×NHKのど自慢（2025年7月10日 - 7月17日）- ナレーション

## 特別出演
- ゴー!ゴー!キッチン戦隊クックルン -(2022年1月13日、本人役)

## 同期のアナウンサー
- 久保純子、三上弥、髙橋美鈴、坂梨哲士、三橋大樹、石井麻由子、泉浩司、品田絵美　他